# Volo Aeroméxico 110
Il volo Aeroméxico 110 era un volo commerciale regionale di linea da Acapulco a Guadalajara. L'8 novembre 1981, il McDonnell Douglas DC-9 che operava il volo subì una decompressione della cabina e si schiantò vicino a Zihuatanejo mentre stava eseguendo una discesa d'emergenza, uccidendo tutte le 18 persone a bordo.

## L'aereo
L'aereo coinvolto era un DC-9-32 consegnato ad Aeroméxico nel 1974 e soprannominato Tijuana. Era alimentato da due motori turboventola Pratt & Whitney JT8D-17.

## L'incidente
Dopo aver lasciato Acapulco e aver raggiunto i 31.000 piedi (9.400 m) il comandante riferì al controllo del traffico aereo che la cabina dell'aereo si era depressurizzata e chiese di tornare ad Acapulco per effettuare un atterraggio d'emergenza, ma una volta che il DC-9 scese a 6.000 piedi (1.800 m) si schiantò contro le montagne della Sierra de Guerrero.

## L'indagine
L'inchiesta stabilì che l'equipaggio non aveva seguito le procedure d'emergenza previste.